# Abram Kardiner
Abram Kardiner, född 17 augusti 1891 i New York, död 20 juli 1981 i Easton, Connecticut, var en amerikansk psykiater, psykoanalytiker och antropolog. Han är känd för att ha publicerat The Traumatic Neurosis of War (1941), som behandlar de trauman som soldater kan ådra sig i strid, och The Psychological Frontiers of Society (1945), som handlar om individens beteende och den kultur detta beteende präglar.